# Портрет Михаила Фёдоровича Наумова
«Портрет Михаила Фёдоровича Наумова» — картина Джорджа Доу и его мастерской из Военной галереи Зимнего дворца.
Картина представляет собой погрудный портрет генерал-майора Михаила Фёдоровича Наумова из состава Военной галереи Зимнего дворца.
Во время Отечественной войны 1812 года полковник Наумов был шефом Воронежского пехотного полка, состоял в корпусе П. Х. Витгенштейна, отличился при штурме Полоцка и в сражении под Смолянами. За боевые отличия во время Заграничных походов был произведён в генерал-майоры. Во время кампании Ста дней командовал 2-й бригадой 25-й пехотной дивизии и вновь совершил поход во Францию.
Изображён в генеральском мундире, введённом для пехотных генералов 7 мая 1817 года. На шее кресты орденов Св. Владимира 3-й степени и Св. Анны 2-й степени с алмазными знаками; справа на груди крест ордена Св. Георгия 4-й степени, золотой крест за взятие Очакова, серебряная медаль «В память Отечественной войны 1812 года» на Андреевской ленте и бронзовая дворянская медаль «В память Отечественной войны 1812 года» на Владимирской ленте. Подпись на раме: М. Ф. Наумовъ 1й, Генералъ Маiоръ.
7 августа 1820 года Комитетом Главного штаба по аттестации Наумов был включён в список «генералов, заслуживающих быть написанными в галерею» и 1 сентября 1821 года император Александр I приказал написать его портрет. Гонорар Доу был выплачен 15 января и 22 апреля 1828 года и уже 26 апреля того же года готовый портрет был принят в Эрмитаж. Поскольку предыдущая сдача готовых портретов для Военной галереи состоялась 21 января 1828 года, то портрет Наумова был написан после этой даты.
В 1840-е годы в мастерской И. П. Песоцкого с портрета была сделана литография, опубликованная в книге «Император Александр I и его сподвижники» и впоследствии неоднократно репродуцированная.